# Melanagromyza ricini
Melanagromyza ricini är en tvåvingeart som beskrevs av Meijere 1922. Melanagromyza ricini ingår i släktet Melanagromyza och familjen minerarflugor. Inga underarter finns listade i Catalogue of Life.